# (1717) Arlon
(1717) Arlon – planetoida z pasa głównego.

## Odkrycie
Planetoida została odkryta 8 stycznia 1954 roku w Observatoire Royal de Belgique w Uccle przez Sylvaina Arenda. Jej nazwa pochodzi od nazwy belgijskiego miasta Arlon. Przed jej nadaniem planetoida nosiła oznaczenie tymczasowe (1717) 1954 AC.

## Orbita
Orbita (1717) Arlon nachylona jest do płaszczyzny ekliptyki pod kątem 6,19°. Na jeden obieg wokół Słońca ciało to potrzebuje 3 lata i 94 dni, krążąc w średniej odległości 2,2 au. od Słońca.

## Właściwości fizyczne
Berna ma średnicę około 9 km. Jej jasność absolutna to 12,9m. Jej okres obrotu wokół własnej osi wynosi 5 godzin i 9 minut.

## Księżyc planetoidy
17 stycznia 2006 roku astronomowie z obserwatorium Ondrejov, donieśli o możliwości istnienia w towarzystwie Arlon księżyca. Obiega on wspólny środek masy układu w czasie 18,236 godziny w odległości około. 18 km. Odległość między obydwoma składnikami układu to około 22 km. Księżyc ten został tymczasowo oznaczony S/2006 (1717) 1.